# Poecilocranaus gratiosus
Poecilocranaus gratiosus – gatunek kosarza z podrzędu Laniatores i rodziny Manaosbiidae. Jedyny znany przedstawiciel monotypowego rodzaju Poecilocranaus.

## Występowanie
Gatunek wykazany z Wenezueli.